# وابستگی متقابل
وابستگی متقابل به رابطه‌ای گفته می‌شود که در آن اعضای یک گروه نسبت به یکدیگر وابسته هستند. این رابطه با روابطی که در آن برخی اعضای گروه به صورت یک‌طرفه به اعضای دیگر وابسته هستند متفاوت است.
در یک رابطه وابستگی متقابل، اعضا ممکن است به صورت احساسی،اقتصادی،بوم‌شناسی یا اخلاقی متکی به یکدیگر باشند و نسبت به یکدیگر مسئول باشند. یک رابطه وابستگی متقابل میان دو یا چند عضو مستقل برقرار می‌شود.
برخی افراد استقلال و آزادی فردی را بهترین حالت می‌دانند اما برخی دیگر، از خود گذشتگی افراد نسبت به جامعه را دارای این جایگاه می‌دانند. وابستگی متقابل، راهی مشترک میان این دو آرمان است.